# 柳家小団治
柳家 小団治（やなぎや こだんじ）は、落語家の名跡。当代は六代目。小團治とも表記。上方でも桂小団治として二代目まで確認されている。
- 初代柳家小團治 - 後∶柳亭芝楽
- 二代目柳家小団治 - 後∶リーガル万吉
- 三代目柳家小団治 - 本記事で記述

柳家小團治定紋「剣片喰」

- 四代目桂小団治 - 最初四代目柳家小さんの門で小とよ、後に二代目桂小文治の門で小団治になった。戦後ぐらいまで活躍したものとみられる。本名∶福島 豊吉。
- 五代目柳家小団治 - 後∶六代目柳亭燕路
- 六代目柳家小団治 - 本記事で記述

## 3代目

### 経歴
- 生まれは東京で初め六代目春風亭柳枝の門で春風亭枝寿。
- 次いで四代目蝶花楼馬楽（後の四代目柳家小さん）の門で柳家小しんを名乗る。
- 大正の末に小団治となった。

### 人物
- 新作落語を多くこなした。
- 戦争末期には落語家から落語芸術協会の事務局長に主任した。
- 巳年に因んで巳野歳男のペンネームで新作、芸談を書き残している。
- 晩年は愛妻の看護に明け暮れ自らは交通事故で不慮の死を遂げた。

## 6代目
六代目 柳家 小団治（1944年（昭和19年）11月23日 - ）は、東京都出身の落語家。本名∶吉田 武脩。落語協会所属、出囃子『小団治ばやし』。

### 経歴
東京都出身。10歳から杉並区の剣道場大義塾で剣道を始め、剣道範士中村藤吉、全日本剣道選手権優勝者中村太郎に師事。道場の先輩は林家木久扇（現落語家、大義塾OB会会長）。中央大学附属高校で剣道部に所属し東京都大会で活躍。同時にラジオ東京「しろうと寄席」で講談を披露して活躍。中央大学進学後も剣道部に入部し、弘友和夫（後に公明党から衆議院及び参議院でそれぞれ国会議員を務める。剣道七段）と交友を持つ。
1965年の大学在学中に五代目柳家小さんに入門。前座名は「武助」。1967年に中央大学経済学部を卒業。
1970年4月に柳家小三太、三遊亭旭生、七代目むかし家今松と共に二ツ目昇進、「六代目柳家小団治」を襲名。
1979年に二代目柳家菊語楼、橘家二三蔵、三代目八光亭春輔、五代目金原亭馬好、五代目鈴の家馬勇と共に真打に昇進。

### 人物
学習院大学落語研究会顧問、東京農業大学非常勤講師。
剣道は教士七段の腕前で、東京都杉並区水月剣友会師範、東京農業大学オホーツク支部剣友会師範、静岡県榛原少年剣道クラブ名誉顧問を務める。
三遊亭歌司、三遊亭圓丈、古今亭志ん駒、柳家さん遊、柳家さん八、三遊亭圓龍、むかし家今松、古今亭志ん五、金原亭馬の助、橘家竹蔵、柳家小袁治と共に同期会「落友舎」を結成している。

### 芸歴
- 1965年3月 - 五代目柳家小さんに入門、前座名「武助」。
- 1970年4月 - 二ツ目昇進、六代目柳家小団治を襲名。
- 1979年9月 - 真打昇進。

### 演目

#### 古典
- 井戸の茶碗
- 一分茶番
- 阿武松
- ガマの油
- 鹿政談
- 千両蜜柑
- 茶の湯
- 鼓が滝
- 抜け雀
- ねずみ
- 星野屋

#### 新作
- ぜんざい公社

### メディア
- 『入門 落語の楽しみ方―笑いのコミュニケーション!』 - PHP研究所
- 『落語亭 柳家小団治』 - DVD